# Boris Kononenko
Boris Kononenko, slovenski lutkar, pravljičar, pesnik in animator, * 7. april 1957, Bakar, Hrvaška.

## Življenje
Prvi razred osnovne šole je obiskoval v Piranu. Po maturi strojništva se je vpisal na Univerzo v Ljubljani, Fakulteto za sociologijo, politične vede in novinarstvo, kjer je študiral sociologijo.

## Delo
Od leta 1998 deluje kot samostojni lutkar, pravljičar, pesnik in animator. Je ustanovitelj gledališča Mladi Maj. Piše zgodbe, pesmi in glasbo. Sam izdela lutkovno zasnovo za predstavo, jo režira in odigra. Vodilni lik njegovih predstav je Zmajček Jurček. 
Z etnološko delavnico »Punčka iz cunj«, ki jo izvaja od leta 2008, ohranja Slovensko ljudsko izročilo.
Od leta 2010 izvaja tudi delavnice družinske terapije po lastni metodi, ki jo je poimenoval »Gledališče kot drugačna oblika komunikacije«, kjer z uporabo lutkovno-gledaliških veščin pomaga družinam, otrokom in mladostnikom na poti samo-spoznavanja ter ustvarjanja pozitivne samopodobe.
Vseslovenski okoljski akciji »Zeleni nahrbtnik«, ki se izvaja v Slovenskih vrtcih od leta 1992, se je priključil leta 2002 in jim podaril istoimensko pesmico, ki je postala himna akcije. 
Leta 2011 je postal član Društva za kulturo inkluzije in leto kasneje začel redno sodelovati z Zavodom za usposabljanje Janeza Levca. Ob 50. letnici so v Ljubljanski knjižnici Prežihov Voranc izdali monografijo, v kateri so zapisali, da je Boris Kononenko njihov pravljičar. Prejel je dve nagradi od »Podjetniškega centra Ljubljana«, leta 1998 za zamisel in idejo v obliki poslovnega načrta  za oživljanje starega mestnega jedra in  Ljubljanskega Gradu z lutkovnimi zgodbami ter leta 2000 za realizacijo le-tega.